# Piet Zwart

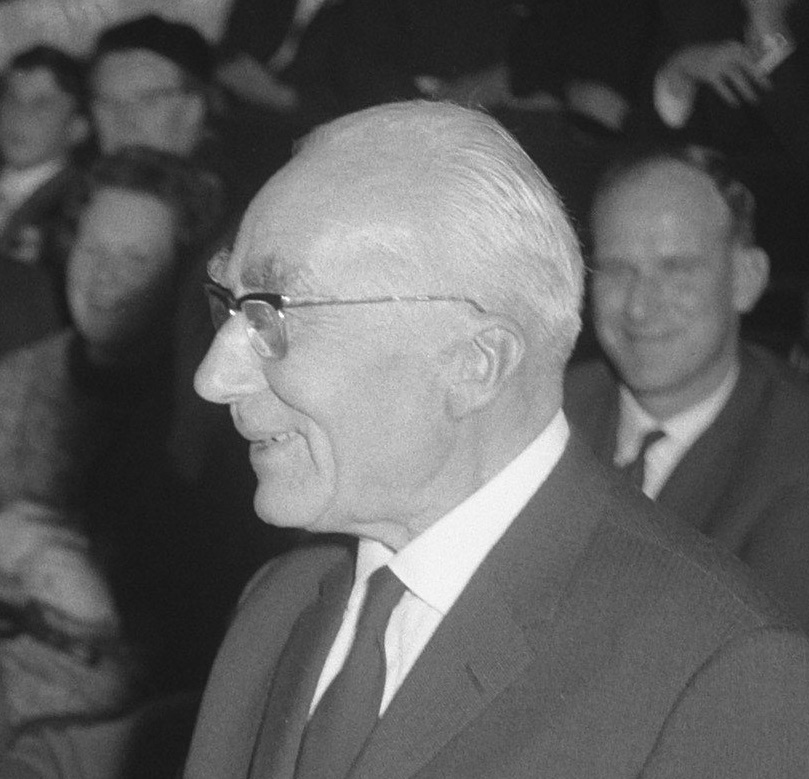
Zwart en 1964

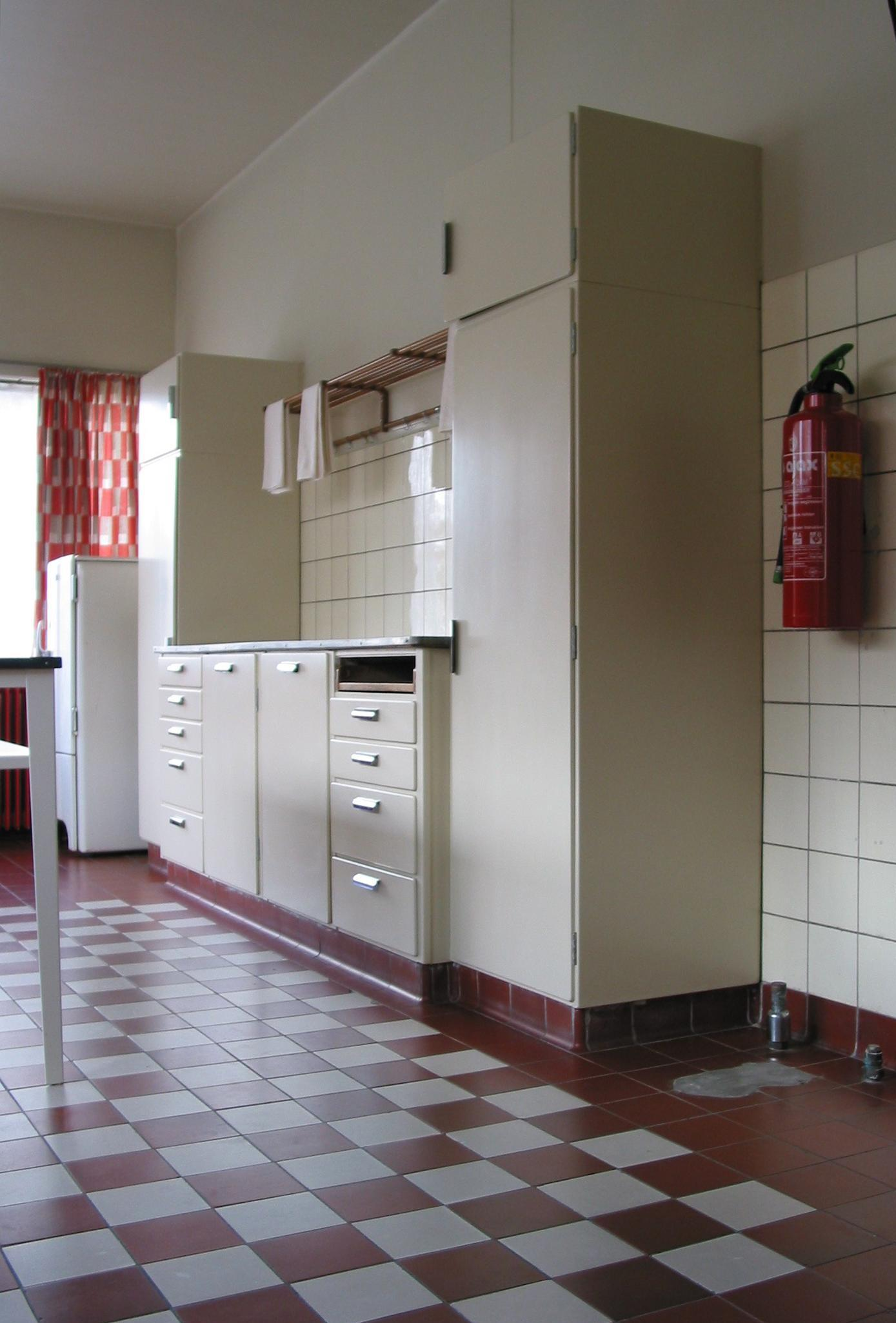
Cocina Bruynzeel (Róterdam)

Piet Zwart (Zaandijk, 28 de mayo de 1885 - Wassenaar, 24 de septiembre de 1977). Fue un diseñador gráfico e industrial, así como fotógrafo neerlandés.

## Biografía
Piet Zwart fue arquitecto, diseñador industrial, diseñador gráfico y fotógrafo, el cual abarcó muchas de las disciplinas referidas al diseño integral. Se formó en la Escuela Nacional de Artes aplicadas de Ámsterdam cursando en la misma durante el periodo comprendido entre 1902-1907. Con un estilo personal logró desarrollar una de las imágenes corporativas más completas y mejor resueltas de principios del siglo XX. Trabajó para una empresa de cables llamada NKF para la que diseñó su imagen corporativa. 
La resolución de sistemas complejos de comunicación fue su primordial preocupación y su mayor logro. Se encontraba influenciado por las vanguardias artísticas, ya sea cubismo, futurismo, dadaísmo, constructivismo, De Stijl. Pero no pertenecía de manera integral ni exponencial a ninguna,teniendo el su propio estilo personal. 
Sintético y eficaz, obtenía como resultado final una pieza acabada cuya composición normalizada evidenciaba una elevada calidad comunicativa, lograba que el receptor dejase su estado de pasividad para pasar a formar parte activa de la pieza gráfica indicándole recorridos de lectura generados por jerarquización de elementos, aplicación de titulares y diferentes niveles de lectura.
Presentaba una organización estructural rítmica acentuando la interacción del receptor con cada pieza gráfica en busca de un mensaje, dicho receptor siendo guiado por barras, signos de admiración y misceláneas que dirigen la lectura comprensiva de la pieza. 
La fotografía y las tipografías Sans Serif son utilizadas por Zwart para formar parte de un diseño normalizado, racional y funcional, ya que sirven a un fin específico y no son solo elementos decorativos componedores del diseño.

## Sellos postales

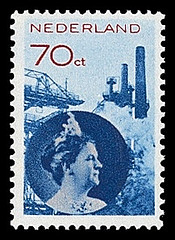
Guillermina de los Países Bajos
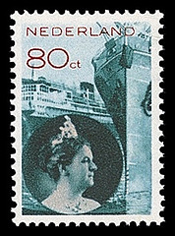
Guillermina de los Países Bajos
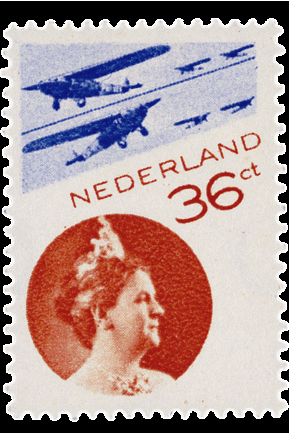
Guillermina de los Países Bajos
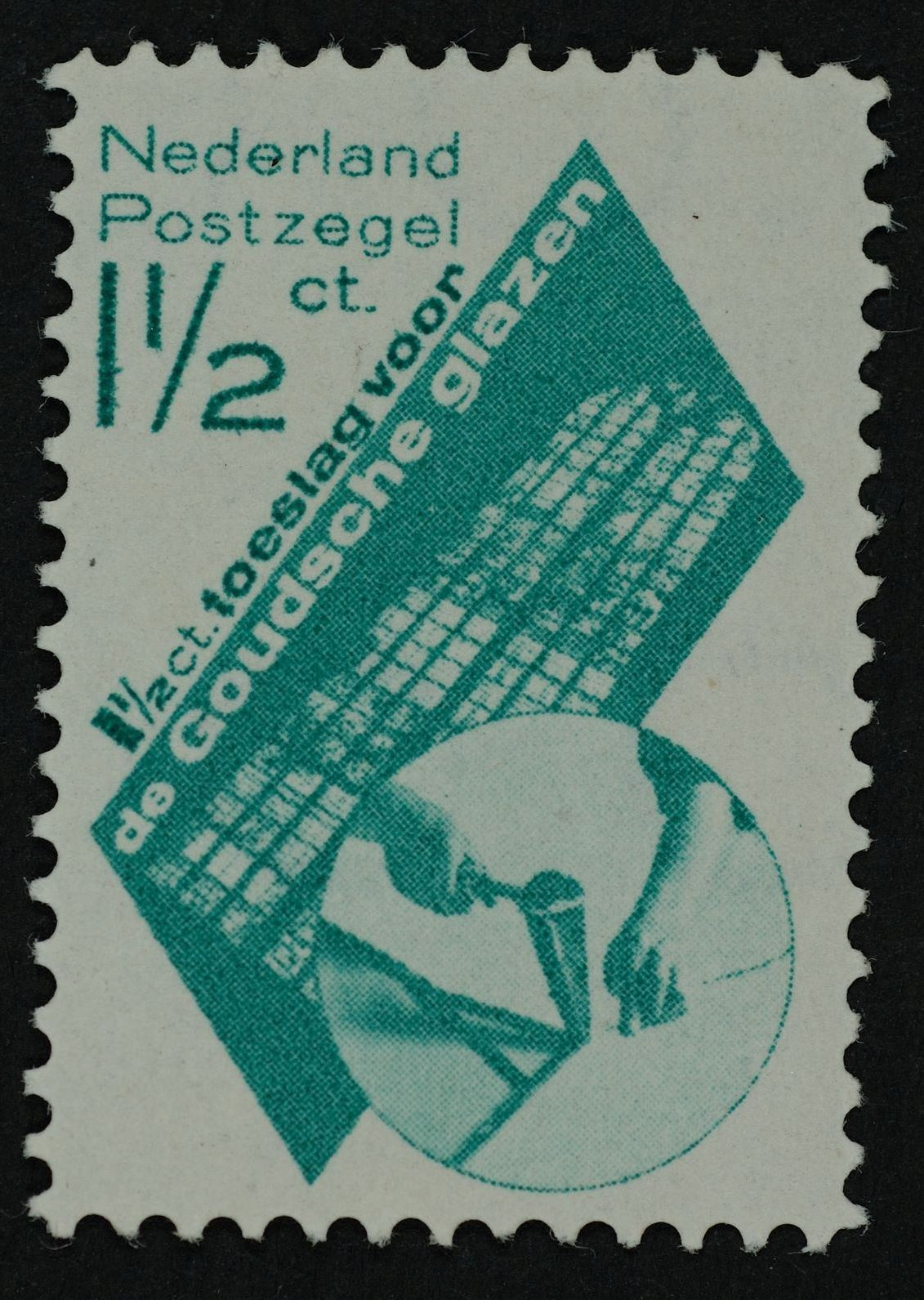
Gouda